# CELT
 (septembre 2020).
Si vous disposez d'ouvrages ou d'articles de référence ou si vous connaissez des sites web de qualité traitant du thème abordé ici, merci de compléter l'article en donnant les références utiles à sa vérifiabilité et en les liant à la section « Notes et références ».
CELT (abréviation de Constrained Energy Lapped Transform) est un codec audio expérimental développé par la fondation xiph.org.
Il sert pour les environnements où l'on a besoin de transmettre de l'audio avec une très faible latence (par exemple dans les communications de type téléphonique).
Ce codec est complémentaire à Vorbis et à Speex, car il permet d'avoir une bonne qualité audio et un faible délai à la fois.
La version actuelle de CELT est la version 0.10.0 sortie le 21 décembre 2010.
Il a été intégré par la suite dans le codec Opus qui a été standardisé par l'IETF le 10 septembre 2012

## Détails techniques
- Le codec CELT utilise les principes du CELP, mais les applique dans le domaine des fréquences, ce qui supprime plusieurs limitations du CELP.
- Latence très faible (de 3 à 9 ms)
- Bande passante audio complète (44,1 kHz et 48 kHz)
- Support de la voix et de la musique
- Support du stéréo
- Dissimulation des paquets perdus
- Débit constant de 32 kb/s à 128 kb/s et plus
- Une version utilisant des calculs en arithmétique entière, pour l'encodeur et le décodeur